# کنستانتین یوانوویچ
 کنستانتین یوانوویچ (سیریلیک صربی: Константин Јовановић؛ ۱۳ ژانویهٔ ۱۸۴۹ – ۱۵ فوریهٔ ۱۹۲۳) یک معمار اهل بلغارستان بود. 